# ميلين تونيف
ميلين تونيف (بالبلغارية: Милен Тонев)‏ (ولد في 8 يونيو 1988 في Lukovit ‏ في بلغاريا.) هو لاعب كرة قدم بلغاري في مركز الهجوم.

## مشاركته مع الأندية
لعب مع PFC Vidima-Rakovski Sevlievo ‏.

## وصلات خارجية
- ميلين تونيف على موقع قاعدة بيانات كرة القدم.إي يو (الإنجليزية)